# Placidochromis minor
Placidochromis minor är en fiskart som beskrevs av Mark Hanssens 2004. Placidochromis minor ingår i släktet Placidochromis och familjen Cichlidae. Inga underarter finns listade i Catalogue of Life.